# Otto Zuckerkandl

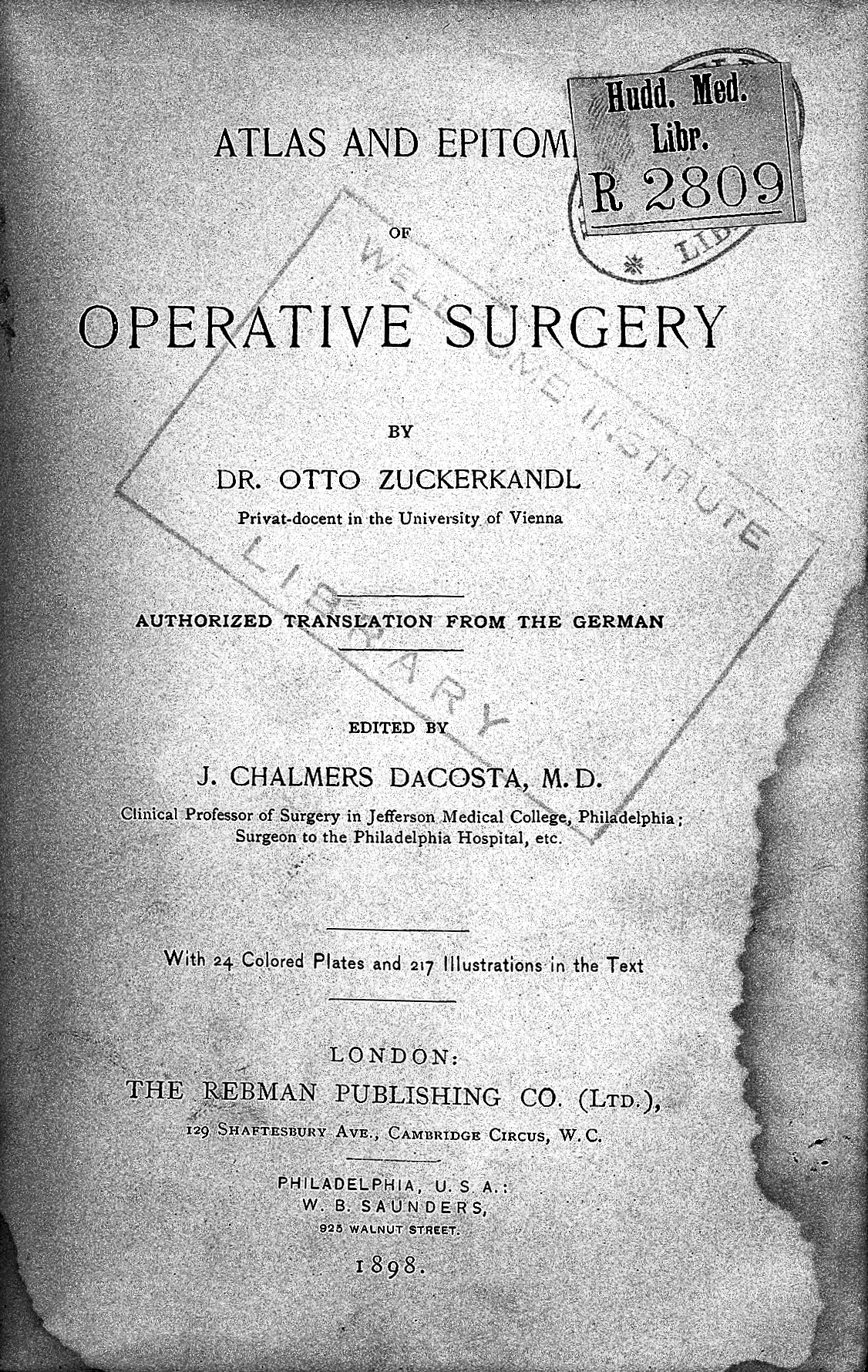
Atlas und Grundriss der chirurgischen Operationslehre (englische Ausgabe 1898)

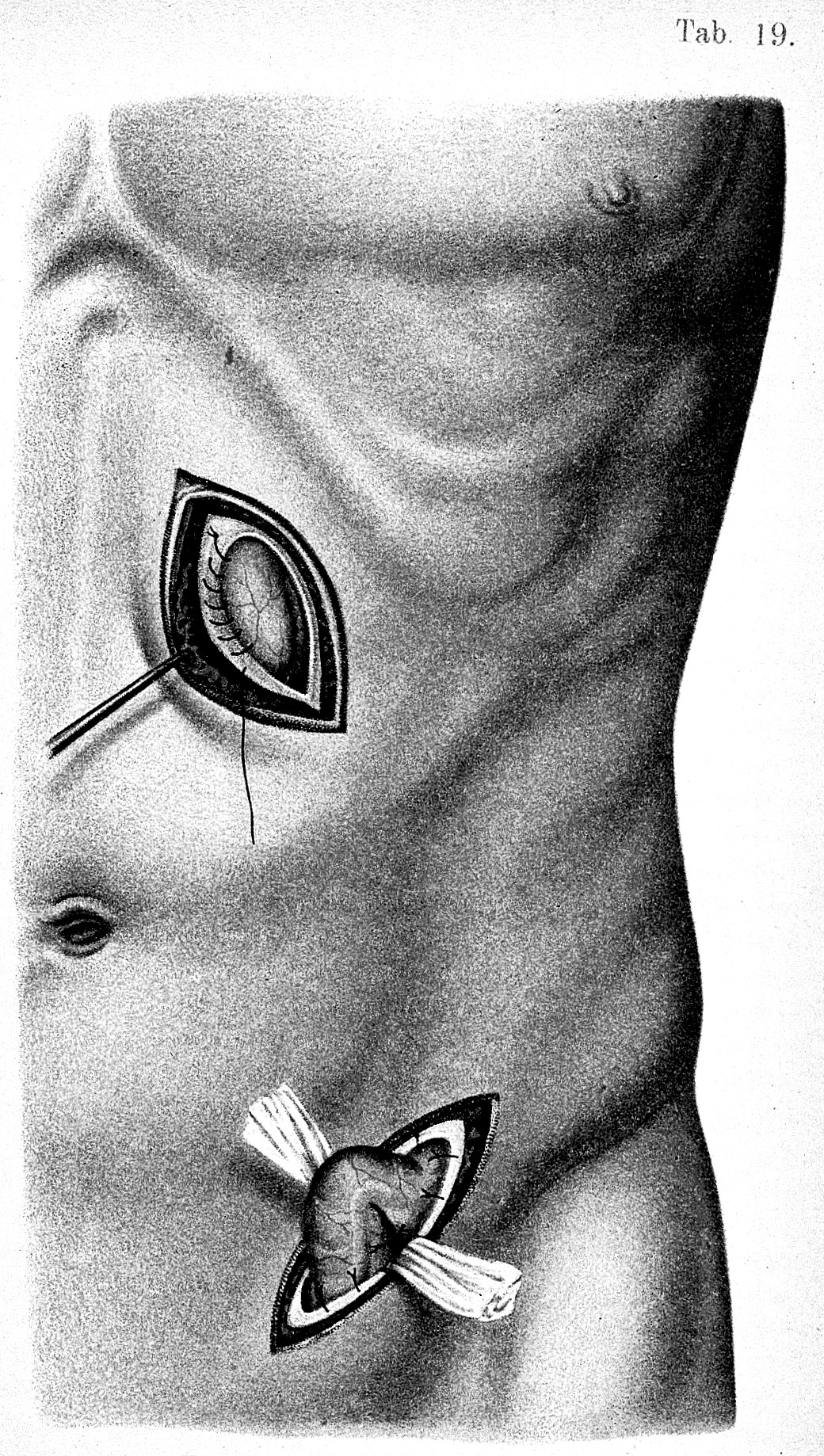
Abbildungen zu Gastrostomie und Kolostomie im Atlas und Grundriss der chirurgischen Operationslehre

Otto Zuckerkandl (geb. 28. Dezember 1861 in Raab; gest. 1. Juli 1921 in Wien) war ein österreichischer Urologe, Chirurg und Hochschullehrer.

## Leben

### Herkunft
Otto Zuckerkandl wuchs in einer jüdischen Familie in Győr (dt. Raab), Ungarn, auf. Sein Vater Leon Zuckerkandl (1819–1899) stammte aus dem Dorf Bunden in Ostpreußen. Seine Mutter Eleonore (1828–1900) war eine geborene König. Seine älteren Brüder waren der Anatom Emil Zuckerkandl (1849–1910) und der Industrielle Victor Zuckerkandl (1851–1927). Sein jüngerer Bruder Robert war Jurist und Hochschullehrer in Prag; seine Schwester Amalie war bis 1901 mit dem Arzt Emil Redlich verheiratet.

### Ausbildung und Beruf
Zuckerkandl studierte Medizin und promovierte 1886 an der Universität Wien. 1880/81 gehörte er der Wiener akademischen Burschenschaft Teutonia an, trat aber wegen des in der Burschenschaft aufkommenden Antisemitismus aus dieser aus und schloss sich der Landsmannschaft Bruna an. Zu seinen Studienfreunden gehörte Arthur Schnitzler. Ab 1889 wurde er Assistent des Chirurgen Eduard Albert (1841–1900) in Wien, zwei Jahre später diente er am Wiener Allgemeinen Krankenhaus unter der Leitung von Leopold von Dittel (1815–1898). 1892 wurde er Dozent für Chirurgie und erhielt später Beförderungen als außerordentlicher Professor (1904) und ordentlicher Professor (1912). Ab 1902 war er Primararzt des Rothschild-Spitals in Wien.
Zuckerkandl hat sich auf Erkrankungen der Harnröhre, Blase und Prostata spezialisiert. 1919 gründete er die Wiener Urologischen Gesellschaft (ab 1936 Österreichische Gesellschaft für Urologie) und wurde ihr erster Präsident. Der „Zuckerkandl-Preis“ ist eine Auszeichnung für besondere Leistungen auf dem Gebiet der Urologie.

### Familie
Am 7. Juli 1895 Jahre heiratete Zuckerkandl Amalie „Mirjam“ Schlesinger (1869–1942), die ihm zuliebe zuvor zum Judentum konvertierte. Sie bekamen drei Kinder: Victor, Eleonore „Nora“ und Hermine. Im Jahr 1917 malte Gustav Klimt ein Portrait von Amalie, das jedoch durch Klimts Tod 1918 unvollendet blieb. 1919 wurde das Ehepaar geschieden, kurze Zeit später starb Otto am 1. Juli 1921.

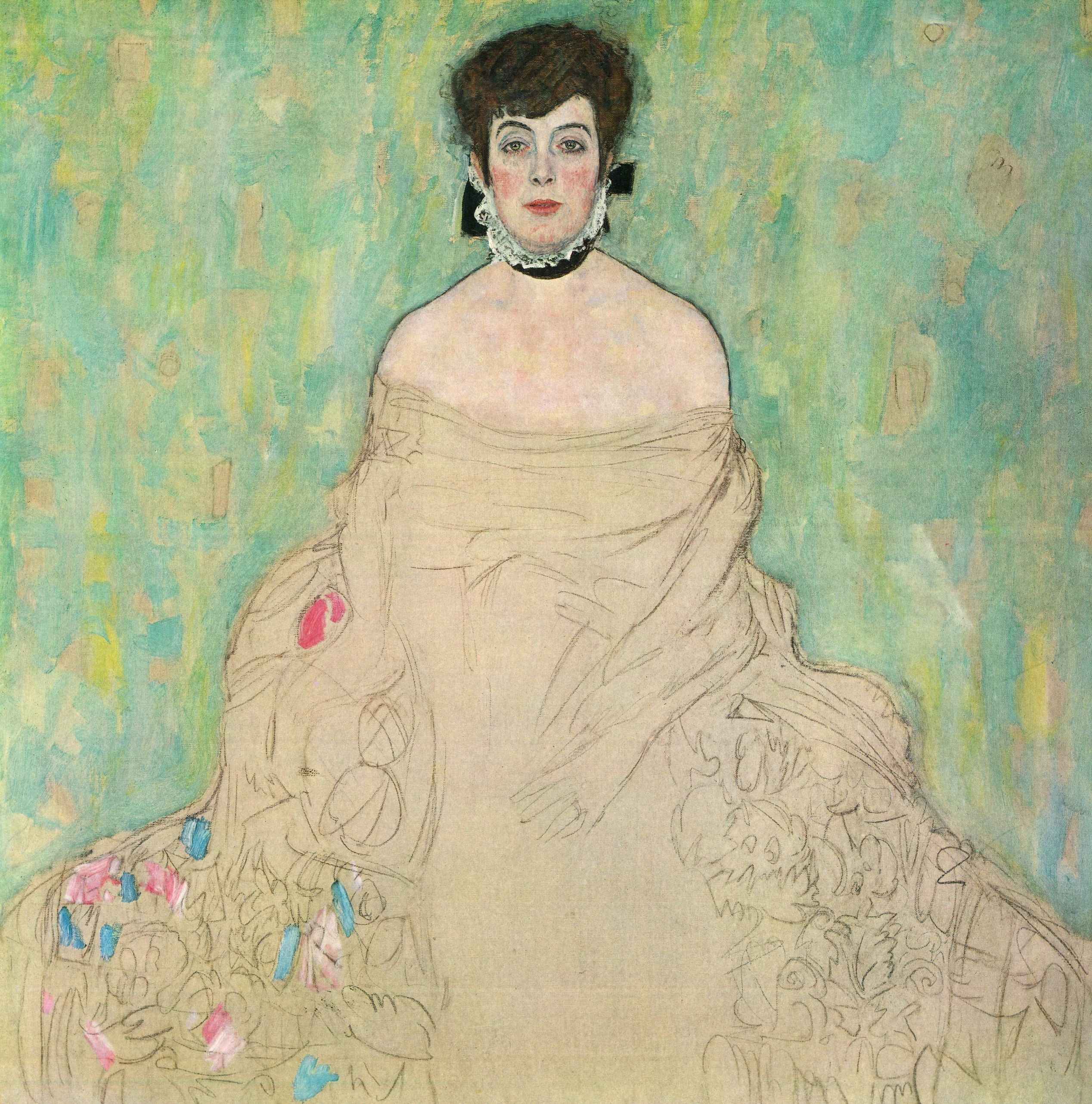
Gustav Klimt: Bildnis der Amalie Zuckerkandl (1917–1918)

Amalie lebte danach im Sanatorium Purkersdorf, das ihrem Schwager Victor gehörte, in bescheidenen Verhältnissen. Ende der Zwanziger Jahre verkaufte sie das Klimtgemälde gegen eine kleine Pension an Ferdinand Bloch-Bauer. Nach Anschluss Österreichs gab Amalie im Juli 1938 gegenüber der Vermögensverkehrsstelle an, sie erhalte von der Israelitischen Kultusgemeinde „gnadenhalber“ eine Pension von jährlich 800 Reichsmark. Zudem beziehe sie „von Freunden“ – gemeint ist Bloch-Bauer – eine Unterstützung von 133,33 Reichsmark monatlich, die „voraussichtlich demnächst erlöschen“ werde. Im Sommer 1941 gab Bloch-Bauer, der nach Zürich geflohen war, das Bildnis an Amalie zurück und stellte die Zahlungen ein.
Im November 1941 wurde die inzwischen 72-jährige Amalie mit ihrer Tochter Nora in eine Sammelwohnung „umgesiedelt“, im April 1942 nach Izbica deportiert und vermutlich im Vernichtungslager Belzec ermordet. Ihr Eigentum fiel an das Deutsche Reich.

## Nachkommen und Nachlass

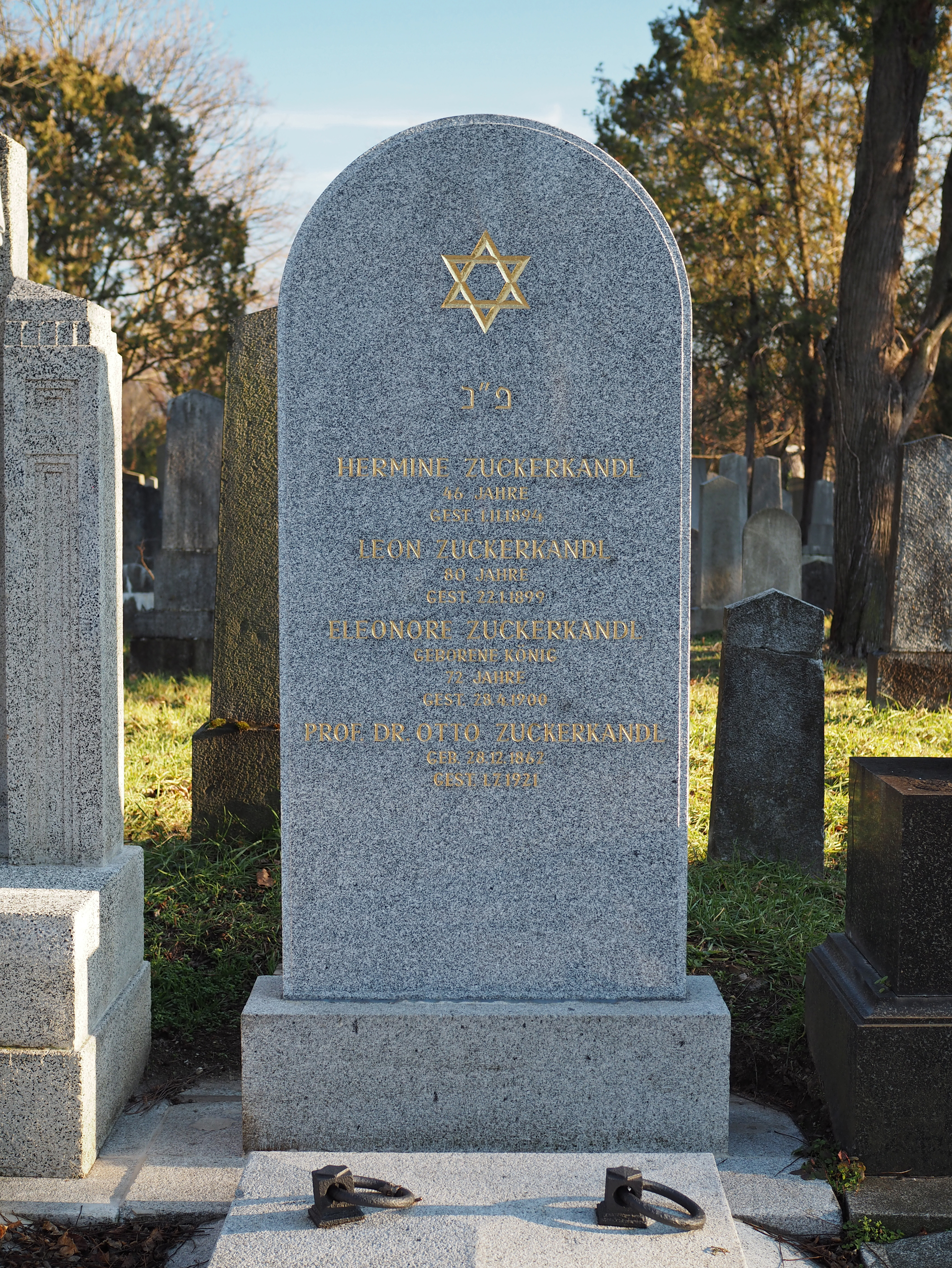
Familiengrab von Otto Zuckerkandl im Alten Israelitischen Teil des Wiener Zentralfriedhofs

Aus Otto Zuckerkandls Ehe mit Amalie waren drei Kinder hervorgegangen:
- Viktor (1896–1965) wurde ein bekannter Musikwissenschaftler und emigrierte 1938 vor den Nazis in die USA.
- Eleonore (1898–1942) heiratete Paul Stiasný (* 1894, verschollen 1942). 1927 erbte sie einen Sechstel des Sanatoriums Purkersdorf. 1930 wurde ihr Mann Paul Stiasný dort Geschäftsführer bis zur 1938 erfolgten "Arisierung". 1941–41 wurde sie mit ihrer Mutter Amalie (s. o.) deportiert und ermordet.[3] Ihr Sohn Otto Stiasný (1921–1944) wurde 1942 von Brünn nach Theresienstadt, 1944 von dort nach Auschwitz deportiert und dort ermordet.[4]
- Hermine (1902–2000) erbte ein weiteres Sechstel des Sanatoriums und heiratete den Maler Wilhelm Müller-Hoffmann (1885–1948), Professor an der Kunstgewerbeschule Wien. Nach dem "Anschluss" wurde ihr Mann beurlaubt, "weil er mit einer Jüdin verheiratet ist, durch viele Jahre Mitglied einer Freimaurerloge war und vor der Machtergreifung seine gegnerische Einstellung zur NSDAP durch ein Spottgedicht auf den Führer zum Ausdruck gebracht hat". Sein Werk wurde für "degeneriert" erklärt und zerstört. Hermine hatte 7000 Reichsmark für ein "Sippenzeugnis" zu bezahlen, das Hermine als "halbjüdisch" auswies und sich somit als wertlos herausstellte. In der Not verkaufte die Familie Klimts Amalie-Porträt für 1600 Reichsmark an Vita Künstler, die von Otto Kallir die Neue Galerie übernommen hatte. Vitas Mann kaufte es für 2.000 Mark. Es hatte einen Versicherungswert von 10.000 Mark. Heute wird es im Belvedere in Wien aufbewahrt.[5][6]

## Schriften
- Atlas und Grundriss der chirurgischen Operationslehre. Wien 1897. Ausgabe 1909 – Internet Archive. Nach d. Verf. Tod neu hrsg. von Ernst Seifert, J. F. Lehmanns Verlag, 1924, 6., umgearb. u. verm. Aufl.
- Handbuch der Urologie. (mit Anton von Frisch) Wien 1904–06,
- Die lokalen Erkrankungen der Harnblase. Wien 1899, Reprint im VDM Verlag, Dr. Müller, Saarbrücken 2007
- Studien zur Anatomie und Klinik der Prostata-Hypertrophie. (mit Julius Tandler), Wien 1922; Reprint im VDM Verlag Dr. Müller, Saarbrücken 2007.